# Жил (футболист)
Карлос Жилберту Насименту Силва (порт.-браз. Carlos Gilberto Nascimento Silva; род. 12 июля 1987, Кампус-дус-Гойтаказис, Рио-де-Жанейро), более известный как Жил (порт.-браз. Gil; португальское произношение: [ʒiw]) — бразильский футболист, центральный защитник клуба «Сантос». Выступал за сборную Бразилии.

## Карьера
Жил родился в Кампус-дус-Гойтаказис 12 июня 1987 года. Начал заниматься футболом в родном городе в команде «Рио Бранко». В 17 лет перешёл в «Американо», чтобы играть на позиции опорного полузащитника. Но Маркос Пауло предпочел ему позицию защитника. В июле 2008 перешёл в «Атлетико Гоияниенсе» в качестве запасного игрока. Контракт был подписан до конца сезона. Вскоре стал регулярным игроком основного состава, что вызвало интерес клубов Серии B и Серии А.
1 августа 2009 года подписал контракт с «Крузейро». С ними он участвовал в Кубке Либертадорес. В 2010 году занял второе место среди лучших игрок турнира, что вызвал интерес европейских клубов.
20 августа 2011 перешёл в «Валансьен». Сумма трансфера — 3 млн евро. Контракт подписан на 3 года. Жил прибыл в французский клуб в качестве замены Милана Бишеваца. Он дебютировал в составе «Валансьена» в матче с «Аяччо».

## Сборная Бразилии
В 2014 году был вызван в сборную Бразилии на товарищеские матчи против Колумбии и Эквадора.

## Достижения
Командные
«Атлетико Гоияниенсе»
- Серия C: 2008

«Крузейро»
- Лига Минейро: 2009

«Коринтианс»
- Лига Паулиста: 2013
- Рекопа Южной Америки: 2013
- (Серия A): 2015

Сборная Бразилии
- Суперкласико де лас Америкас: 2014

Личные
- Лига Паулиста Команда года: 2015